# 和歌山県道25号御坊中津線
和歌山県道25号御坊中津線（わかやまけんどう25ごう ごぼうなかつせん）は、和歌山県御坊市から日高郡日高川町に至る県道（主要地方道）である。

## 概要
御坊市江川と日高郡日高川町坂野川を結ぶ笹峠と、仏の串峠の主に2つの峠を通る。主要地方道になる前は、姉子御坊線と呼ばれていた。この峠は急勾配が多く狭隘な区間もあったが、災害時などの迂回路として拡幅工事が行われ概ね片側１車線に拡幅された。
また、大字山野字三津ノ川には藤野川を経て船津に至る町道藤野川川又線があるが、この道も産業用道路として整備されほぼ片側１車線が確保されているため、国道42号線方面への迂回路となっている。

### 路線データ
- 実延長：28.768km
- 起点：御坊市塩屋町北塩屋（湊交差点＝国道42号）
- 終点：日高郡日高川町大字姉子（三十木橋北詰交差点＝和歌山県道26号御坊美山線）

## 歴史
- 1993年（平成5年）5月11日 - 建設省から、県道姉子御坊線が御坊中津線として主要地方道に指定される[3]。

## 路線状況

### 重複区間
- 和歌山県道27号日高印南線（日高郡日高川町大字和佐 - 日高郡日高川町大字江川）
- 和歌山県道196号たかの金屋線（日高郡日高川町大字老星 - 日高郡日高川町大字田尻）

## 地理

### 通過する自治体
- 御坊市
- 日高郡
  - 日高川町

### 交差する道路
- 国道42号（起点）
- 阪和自動車道 御坊南IC
- 和歌山県道27号日高印南線（日高郡日高川町大字和佐）
- 和歌山県道192号玄子和佐線（日高郡日高川町大字和佐）
- 和歌山県道191号江川小松原線（日高郡日高川町大字江川）
- 和歌山県道27号日高印南線（日高郡日高川町大字和江川）
- 和歌山県道196号たかの金屋線（日高郡日高川町大字老星）
- 和歌山県道196号たかの金屋線（日高郡日高川町大字田尻）
- 和歌山県道26号御坊美山線（終点）